# Ctenocalanus tageae
Ctenocalanus tageae is een eenoogkreeftjessoort uit de familie van de Clausocalanidae. De wetenschappelijke naam van de soort is voor het eerst geldig gepubliceerd in 1984 door Almeida Prado-Por.